# Franz Jalics
Dans le nom hongrois Jálics Ferenc, le nom de famille précède le prénom, mais cet article utilise l’ordre habituel en français Ferenc Jálics, où le prénom précède le nom.
Franz Jalics (hongrois : Jálics Ferenc), né le 16 novembre 1927 à Budapest (Hongrie) et mort le 13 février 2021, est un prêtre jésuite hongrois, maître spirituel et écrivain de renom. Il est aussi connu comme l'un des rares survivants des escadrons de la mort de la dictature argentine, ayant survécu, en 1976, à une détention de cinq mois au cours de laquelle il développe une intense pratique spirituelle.

## Biographie

### Jeunesse et formation religieuse
Il passe son enfance à Gyál où son père possède une propriété et le destine à une carrière militaire. Mais, de retour d'Allemagne après la seconde Guerre mondiale, sa vocation religieuse s'affirme. Entré dans la Compagnie de Jésus le 14 août 1947, il quitte son pays à la fin de son noviciat, en 1949, lorsque les communistes y prennent le pouvoir et que la République populaire de Hongrie est proclamée.
Il s'établit alors en Allemagne pour y étudier les langues et la littérature à Pullach, près de Munich. Il continue sa formation en Belgique par des études de philosophie au théologat d'Eegenhoven-Louvain : il y obtient, en 1954, un diplôme en philosophie. Ces études terminées il accomplit un stage de deux ans comme surveillant au collège jésuite de Mons, toujours en Belgique. En 1956 il est envoyé d'abord au Chili puis Argentine pour les études de théologie  préparatoires au sacerdoce. 

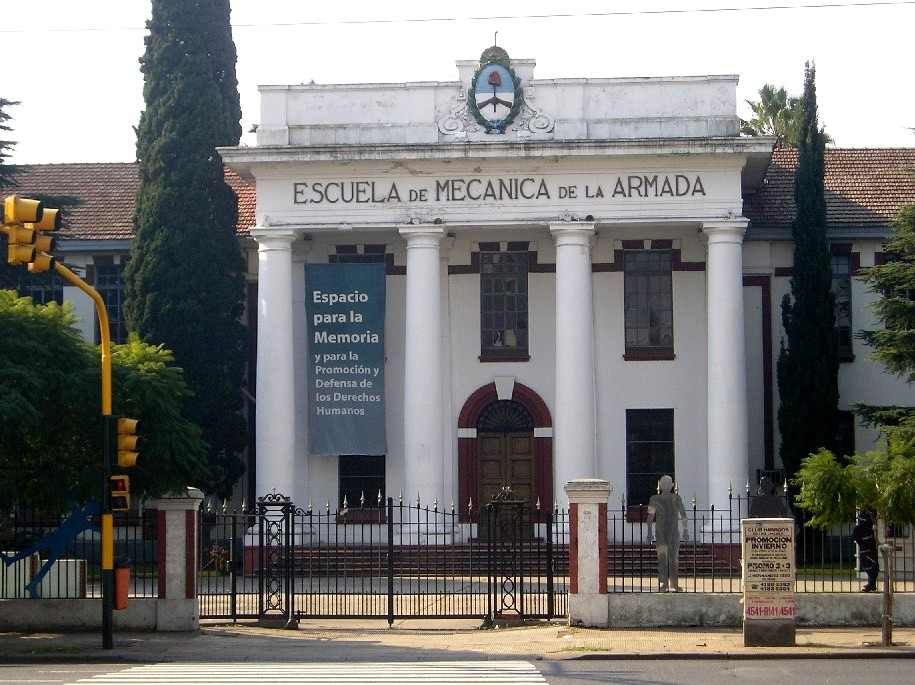
Façade de l’École de mécanique de la Marine, qui fut le lieu de détention de Jalics et Yorio de mai à octobre 1976

### Engagement apostolique
Après son ordination sacerdotale reçue le 12 décembre 1959, il enseigne la dogmatique et la théologie fondamentale à la faculté jésuite de théologie et de philosophie de San Miguel de 1962 à 1976. Au début des années 1970, il se consacre à des activités sociales dans une favela de Bajo Flores, à Buenos Aires.

### Enlèvement et séquestration
Le 23 mai 1976, alors que  l'Argentine vit sous la dictature militaire du général Videla, Jalics est enlevé par un escadron de la mort qui le retient prisonnier, avec Orlando Yorio, lui aussi prêtre jésuite, pendant cinq mois. Durant cette détention il apprend à prier et mène une vie intérieure intense, ce qui lui permet de surmonter les rigueurs et mauvais traitements de son enfermement. À propos de son expérience spirituelle en captivité, il écrit : « Nous avions commencé à méditer en répétant tout simplement le nom de Jésus. Nous prononcions cette prière toute simple sept jours sur sept, vingt-quatre heures sur vingt-quatre ».
Jorge Mario Bergoglio, (qui deviendra en 2013 le pape François) est alors provincial des Jésuites d’Argentine. Ayant appris que des menaces de mort pesaient sur les deux jésuites il leur avait ordonné de quitter la favela où ils vivaient, ce que les deux prêtres refusèrent de faire. Enlèvement et séquestration par un escadron de la mort eurent lieu peu après.

#### Rôle de Bergoglio
Le rôle joué par Bergoglio durant la détention et la libération des deux prêtres est controversé. Jalics a rencontré plus tard Bergoglio, devenu archevêque de Buenos Aires ; leur discussion s’est terminée par ces mots de Jalics : « je suis réconcilié avec les évènements et les considère pour ma part comme une affaire classée » (« Ich bin mit den Geschehnissen versöhnt und betrachte sie meinerseits als abgeschlossen »). En fait, Jalics a fait à cinq jours d'intervalle deux communiqués sur le site des jésuites allemands . Le premier date du 15 mars 2013 et sa traduction en français est la suivante : « Je ne peux me prononcer sur le rôle du père Bergoglio (futur pape François, NDLR) dans ces événements », affirme le prêtre. Il précise : "J'ai quitté l'Argentine après notre libération. Plus tard, nous avons eu l'occasion de discuter des événements avec le père Bergoglio qui était entre-temps devenu archevêque de Buenos Aires."  "Nous avons ensemble célébré une messe publique et nous nous sommes enlacés solennellement. Je suis en paix avec ce qui s'est passé et considère l'histoire comme close", déclare-t-il, ajoutant : « Je souhaite au pape François de recevoir les bénédictions divines dans l'exercice de sa mission. » Le 20 mars, le père Jalics publie un second communiqué, dont voici la traduction en français : "Franz Jalics, l'un des deux missionnaires jésuites enlevés par la junte militaire argentine dans les années 1970, a assuré mercredi que le pape François ne l'avait pas dénoncé à l'époque, sur le site internet de l'ordre jésuite allemand.  Le missionnaire "Orlando Yorio et moi n'avons pas été dénoncés par le père Bergoglio" devenu depuis le pape François, affirme-t-il dans sa déclaration. « Il est faux de prétendre que notre mise en détention a été provoquée par le père Bergoglio », poursuit M. Jalics.
Le père Franz Jalics, d'origine hongroise et installé dans le Sud de l'Allemagne depuis la fin des années 1970, affirme également avoir longtemps cru qu'il avait été dénoncé avant d'être enlevé puis emprisonné le 23 mars 1976 avec Orlando Yorio. « Avant j'étais enclin à croire que nous avions été victimes d'une dénonciation », poursuit-il. « Mais à la fin des années 1990, après différentes discussions, il est devenu clair pour moi que ce soupçon était injustifié », explique-t-il encore.
Un biographe de Bergoglio, Sergio Rubín, a soupçonné que le provincial de l’ordre aurait en fait usé de son influence auprès d’un membre de la junte, Emilio Massera, pour faire libérer les deux prêtres. En effet ils furent pratiquement les seules victimes des escadrons de la mort à avoir survécu durant cette période. Alors que les prisonniers dont on voulait se débarrasser étaient pour la plupart largués au-dessus de l’Atlantique après avoir été embarqués les yeux bandés dans un hélicoptère, Jalics et Yorio ont été abandonnés vivants en rase campagne.

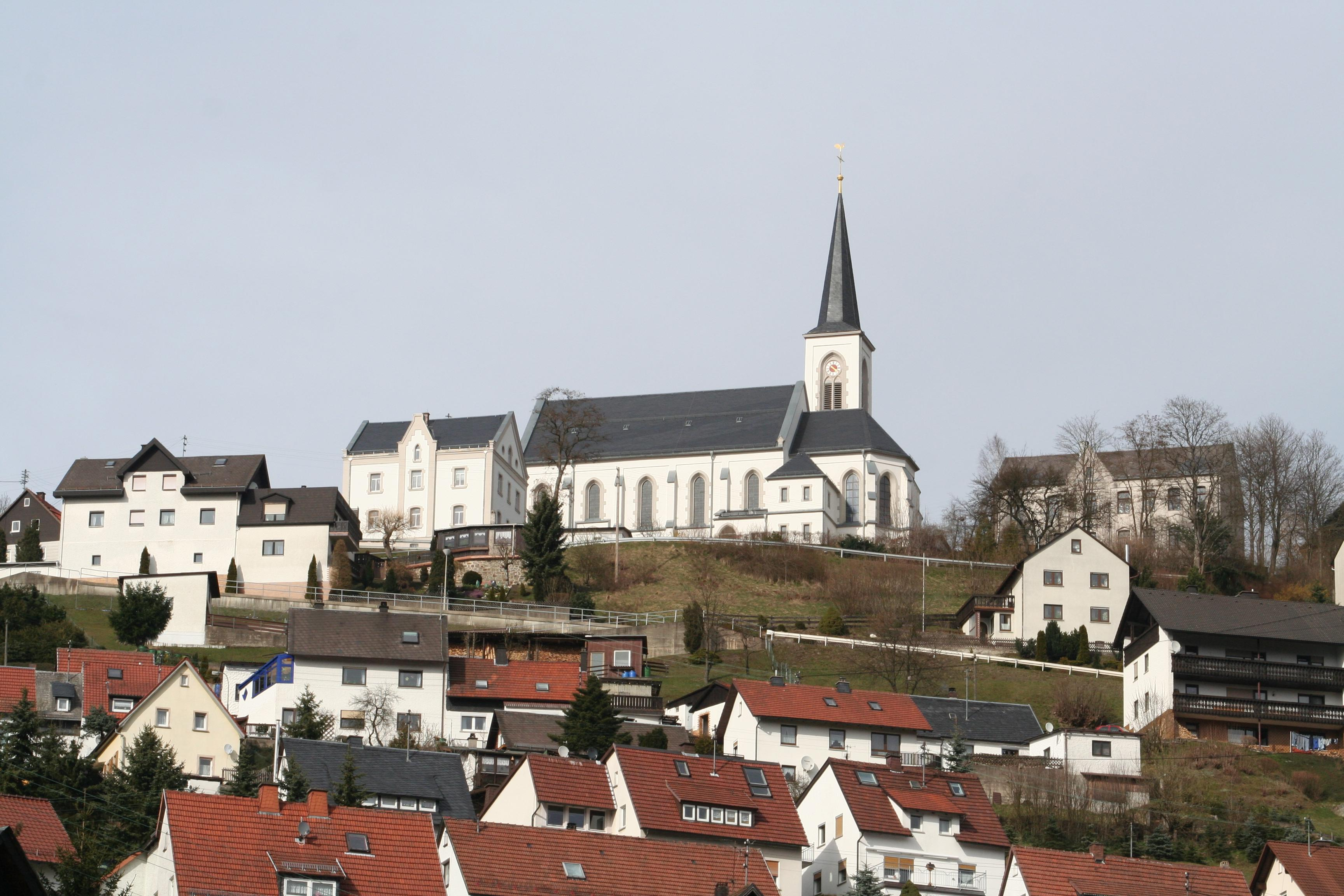
L'église catholique Sankt Josef de Wilhelmsthal.

L'autre jésuite enlevé, Orlando Yorio, ne croyait pas à l'intervention du père Bergoglio pour les libérer et dans un entretien accordé au journaliste argentin Horacio Verbitsky, traduit en français par Marie-Monique Robin, il dit ceci :  « Je n’ai aucun indice me permettant de penser que Bergoglio soit intervenu pour notre libération. Bien au contraire. Il a annoncé personnellement à mes frères que j’avais été fusillé pour qu’ils préparent ma mère à cette nouvelle. De son côté, Grasselli a dit aux prêtres de la villa que Jalics et moi-même étions morts. Il y a eu plusieurs messes mortuaires qui ont été dites en ma mémoire. Le New York Times a publié la nouvelle de notre mort, ainsi que la Croix-Rouge internationale ; la famille de Jalics a célébré ses funérailles. »

### Retour en Allemagne
En 1978, Franz Jalics regagne l'Allemagne et y dirige des retraites et des séminaires sur la façon de mener dans la pratique une vie contemplative. Il considère la prière de Jésus, comme un moyen d'accès à la contemplation au quotidien. Il enseigne cette forme de prière depuis les années 1980 à Wilhelmsthal, en Haute-Franconie. C'est là qu'il initie de nombreuses personnes à la prière contemplative et à une spiritualité d'intériorité.
Dans le monde germanophone, il est, avec Emmanuel Jungclaussen (de), Sabine Bobert (de) et Peter Dyckhoff (de), l'un des maîtres principaux de la prière de l'hésychasme. Mais alors que Dyckhoff met l'accent sur la prière de la sérénité selon Jean Cassien, Jalics, tout comme Jungclaussen et Bobert, met la prière de Jésus au centre de la vie spirituelle. L'enseignement de Jalics possède une dimension œcuménique : il met en avant la dimension christocentrique de la prière de Jésus commune aux chrétiens de toutes confessions. C'est ainsi qu'il a initié de nombreux membres de la communauté luthérienne Christusbruderschaft Selbitz à la prière hésychaste.
C'est surtout par son livre Kontemplative Exerzitien. Eine Einführung in die kontemplative Lebenshaltung und in das Jesusgebet (Ouverture à la contemplation. Introduction à l'attitude contemplative et à la prière de Jésus) paru en 1994 que Jalics s'est fait largement connaître.  Ce livre a été traduit en plusieurs langues et est considéré comme un ouvrage majeur pour la mise en œuvre pratique de la contemplation.

## Quelques écrits
- En traduction française
  - Franz Jalics (trad. de l'allemand), Ouverture à la contemplation : Introduction à l'attitude contemplative et à la prière de Jésus, Paris, Saint-Laurent (Québec, Canada), Desclée De Brouwer, Bellarmin, 2002, 456 p. (ISBN 2-220-05065-3)
  - Franz Jalics (trad. de l'allemand), La Prière de contemplation, Namur, Fidélité, 2008, 102 p. (ISBN 978-2-87356-381-3, lire en ligne)
- En allemand
  - (de) Miteinander im Glauben wachsen: Anleitung zum geistlichen Begleitgespräch, Wurtzbourg, Echter, 2008  (ISBN 3-429-02988-0).
  - (de) Der kontemplative Weg (= Ignatianische Impulse, 14), 5e édition, Wurtzbourg, Echter 2012  (ISBN 978-3-429-02767-4).
  - (de) Kontemplative Exerzitien. Eine Einführung in die kontemplative Lebenshaltung und in das Jesusgebet, 12e édition. Wurtzbourg, Echter, 2009  (ISBN 978-3-429-01576-3).
  - (de) Die geistliche Begleitung im Evangelium, Würzburg: Echter, 2012,  (ISBN 978-3-429-03482-5).